# حفاظت از قارچ‌ها
انجمن قارچ‌شناسی بریتانیا قارچ‌ها را به دلیل اینکه گونه‌ای نادیده گرفته شده هستند و در تعداد کمی از کشورها از حمایت قانونی برخوردارند، نیازمند حفاظت می‌داند. تهدیدات فعلی برای قارچ‌ها شامل جنگل‌زدایی در سراسر جهان، گسستگی زیستگاه، تغییرات در کاربری زمین، آلودگی، تغییرات اقلیمی ناشی از فعالیت‌های انسانی و بهره‌برداری بی‌رویه از گونه‌های جذاب تجاری است. وضعیت جمعیت قارچ‌ها تا سال ۲۰۱۸ توسط باغ گیاه‌شناسی سلطنتی هرگز ثبت نشده بود. این بررسی‌ها اطلاعات مربوط به گونه‌ها، تهدیدها و سیاست‌های حفاظتی فعلی را منتقل می‌کنند. تخصص ۲۱۰ نفر از ۹۷ مؤسسه در ۴۲ کشور در تهیه این گزارش‌ها مشارکت دارد.
اتحادیه بین‌المللی حفاظت از طبیعت، پنج گروه تخصصی دارد که برای حفاظت از قارچ‌ها قعالیت می‌کنند.
- گروه تخصصی قارچ‌های دیگچه‌ای، قارچ‌های یوغی، سفیدک کرکی و کپک مخاطی
- گروه تخصصی قارچ فنجانی، قارچ ترافل و آلی
- گروه تخصصی گلسنگ
- گروه تخصصی قارچ چتری، قارچ‌های تاقچه‌ای و قارچ پفی
- گروه تخصصی زنگار (قارچ) و سیاهک (بیماری)

این گروه‌ها تحت نظارت کاتیا کانتیرو، متخصص گیاهان و قارچ‌ها در مرکز جهانی بقای گونه‌ها (GCSS) باغ‌وحش ایندیاناپولیس، فعالیت می‌کنند و تحت نظارت او، این گروه‌ها بر روی گونه‌های قارچی فهرست قرمز تمرکز دارند تا پایه و اساس تلاش‌های حفاظتی را بنا کنند.
کمبود دانش، به دلیل کمبود کلی چک‌لیست‌های جامع، حتی برای کشورهای توسعه‌یافته، نگرانی عمده‌ای محسوب می‌شود. علاوه بر این، معیارهای «قرار گرفتن در فهرست قرمز» به‌طور خاص برای قارچ‌ها طراحی نشده است و انواع داده‌های مورد نیاز، یعنی اندازه جمعیت، طول عمر، توزیع مکانی و پویایی شناسی جمعیت، برای اکثر قارچ‌ها ناشناخته است. در نتیجه، در عمل، شاخص زیستی به عنوان کانون‌های هدف برای حفاظت از قارچ‌های در معرض خطر شناسایی می‌شوند. اصطلاح قارچ‌شناسی حفاظتی در یک نشریه در سال ۲۰۱۸ ابداع شد.

## خدمات اکوسیستمی قارچ‌ها
قارچ‌ها خدمات اکوسیستمی متعددی ارائه می‌دهند که در حفظ محیط‌های اکولوژیکی و کاهش اثرات تغییرات اقلیمی ضروری هستند. قارچ‌ها به تسهیل چرخه عناصر غذایی و چرخه کربن کمک می‌کنند، به عنوان یک منبع غذایی برای انسان‌ها و حیوانات شناخته شدند، جمعیت حیوانات را تنظیم می‌کنند و در تجزیه آلاینده‌های مختلف نقش دارند. قارچ‌ها بسیار متنوع هستند و از طریق روابط اکولوژیکی منحصر به فرد و پیچیده، رویکردهای متعددی را در ارائه این خدمات اتخاذ می‌کنند. قارچ‌ها می‌توانند همزیستی دوسویه، همزیستی یا انگلی داشته باشند. مشخص شده است که ۹۰٪ از کل گونه‌های گیاهی با قارچ‌ها در ارتباط هستند. قارچ‌ها از طریق تجزیه، نیتروژن، فسفات و آب را برای گیاهان فراهم می‌کنند، از آنها در برابر آفاتی مانند کرم‌های لوله‌ای و بندپایان محافظت می‌کنند، از طریق شبکه جلینه خود با گیاهان ارتباط برقرار می‌کنند، و با تأثیر بر رشد ریشه، رشد گیاه را تحریک می‌کنند. بسیاری از این روابط متقابل گیاه-قارچ بین قارچ‌های میکوریزا برقرار می‌شود. ادامه از دست رفتن تنوع و جمعیت قارچ‌ها، هویت و فرآیندهای اکوسیستم را به شدت تغییر خواهد داد و میلیاردها دلار برای دولت‌ها جهت ارائه خدمات اکوسیستمی هزینه خواهد داشت.

## استراتژی‌های حفاظتی

### فهرست قرمز
فهرست قرمز رویکردی است که با برنامه فهرست سرخ آی‌یوسی‌ان کار می‌کند که در آن داده‌های زیستی، جغرافیایی و جمعیتی از مطالعات میدانی به دست می‌آید. این داده‌ها در پایگاه داده فهرست قرمز قرار می‌گیرند و برای اطلاع‌رسانی به دولت‌ها و سازمان‌ها در مورد چگونگی، مکان و آنچه که بیشترین نیاز به تلاش‌های حفاظتی را دارد، مورد استفاده قرار می‌گیرند. این استراتژی از طریق فرآیندهای قانونی یا سازمانی عمل می‌کند تا داده‌های میدانی را به تلاش‌های حفاظتی تبدیل کند. این تلاش‌ها شامل تنظیم مقررات دولتی برای این گونه و نحوه استفاده از آن، حفاظت از زیستگاه و تنظیم مقررات مربوط به تهدیدات شناخته شده است.